# José Maria Pires
José Maria Pires (n. 15 martie 1919, Córregos, Minas Gerais, Brazilia – d. 27 august 2017, Belo Horizonte, Minas Gerais, Brazilia) a fost un scriitor și arhiepiscop romano-catolic brazilian, primul episcop negru din istoria Bisericii Catolice din Brazilia⁠(d).

## Biografie
S-a născut la Córregos, Brazilia, și a fost sfințit preot la 20 decembrie 1941. A fost numit episcop al Diecezei de Araçuaí⁠(d) la 25 mai 1957 și a fost consacrat la 22 septembrie 1957. La 2 decembrie 1965 Pires a fost numit arhiepiscop al Arhidiecezei de Paraíba⁠(d).
S-a retras din activitate la 29 noiembrie 1995. A decedat la Belo Horizonte la 27 august 2017, la vârsta de 98 de ani, din cauza unei insuficiențe respiratorii cauzate de pneumonie.

## Cărți publicate
- O grito de milhões de escravas: a cumplicidade do silêncio (1983)[5]
- A cultura religiosa afro-brasileira e seu impacto na cultura universitária (2014)
- Meditações diante da cruz (2015)
- O sacerdote, imagem de Cristo (2016)

## Legături externe
- Site-ul oficial al Arhidiecezei de Paraíba